# Anthony Racioppi
Anthony Racioppi (Ginevra, 31 dicembre 1998) è un calciatore svizzero, portiere del Sion.

## Carriera

### Club
Cresciuto nel settore giovanile dell'Olympique Lione, nel 2016 viene aggregato alla seconda squadra del club francese, con cui debutta il 21 gennaio 2017 in occasione dell'incontro di Championnat de France amateur vinto 2-0 contro il Villefranche. Il 25 settembre 2020 viene acquistato a titolo definitivo dal Digione, con cui debutta in Ligue 1 l'8 novembre giocando il match pareggiato 1-1 contro il Metz. Si trasferisce poi agli svizzeri degli Young Boys con i quali vince due campionati svizzeri (2022-2023 e 2023-2024) ed una coppa Svizzera (2022-2023), per poi trasferirsi agli inglesi dell'Hull City dove però non colleziona alcuna presenza, trasferendosi poi, il 31 gennaio 2025, in prestito ai tedeschi del Colonia. Dopo non aver collezionato alcuna presenza in 2.Bundesliga ritorna in patria, trasferendosi al Sion con il quale  firma un contratto valido fino al 2029.

### Nazionale
Il 10 settembre 2019 ha giocato il suo primo incontro ufficiale con la nazionale under-21 svizzera, scendendo in campo titolare contro il Liechtenstein.

## Statistiche

### Presenze e reti nei club
Statistiche aggiornate al 31 gennaio 2025.
| Stagione          | Squadra           | Campionato        | Campionato | Campionato | Coppe nazionali | Coppe nazionali | Coppe nazionali | Coppe continentali | Coppe continentali | Coppe continentali | Altre coppe | Altre coppe | Altre coppe | Totale | Totale | Totale |
| Stagione          | Squadra           | Comp              | Pres       | Reti       | Comp            | Pres            | Reti            | Comp               | Pres               | Reti               | Comp        | Pres        | Reti        | Pres   | Reti   |        |
| ----------------- | ----------------- | ----------------- | ---------- | ---------- | --------------- | --------------- | --------------- | ------------------ | ------------------ | ------------------ | ----------- | ----------- | ----------- | ------ | ------ | ------ |
| 2016-2017         | Olympique Lione 2 | CFA               | 2          | -2         | -               | -               | -               | -                  | -                  | -                  |             | -           | -           | 2      | -2     |        |
| 2017-2018         | Olympique Lione 2 | N2                | 13         | -15        | -               | -               | -               | -                  | -                  | -                  |             | -           | -           | 13     | -15    |        |
| 2018-2019         | Olympique Lione 2 | N2                | 13         | -18        | -               | -               | -               | -                  | -                  | -                  |             | -           | -           | 13     | -18    |        |
| 2019-2020         | Olympique Lione 2 | N2                | 13         | -17        | -               | -               | -               | -                  | -                  | -                  |             | -           | -           | 13     | -17    |        |
| Totale Lione 2    | Totale Lione 2    | Totale Lione 2    | 41         | -52        |                 | -               | -               |                    | -                  | -                  |             | -           | -           | 41     | -52    |        |
| 2020-2021         | Digione           | L1                | 21         | -33        | CF              | 0               | 0               | -                  | -                  | -                  | -           | -           | -           | 21     | -33    |        |
| 2021-gen. 2022    | Digione           | L2                | 2          | -2         | CF              | 2               | -1              | -                  | -                  | -                  | -           | -           | -           | 4      | -3     |        |
| Totale Digione    | Totale Digione    | Totale Digione    | 23         | -35        |                 | 2               | -1              |                    | -                  | -                  |             | -           | -           | 25     | -36    |        |
| 2021-gen. 2022    | Digione 2         | N3                | 1          | 0          | -               | -               | -               | -                  | -                  | -                  | -           | -           | -           | 1      | 0      |        |
| gen.-giu. 2022    | Young Boys        | SL                | 5          | -7         | CS              | 0               | 0               | UCL                | -                  | -                  | -           | -           | -           | 5      | -7     |        |
| 2022-2023         | Young Boys        | SL                | 19         | -19        | CS              | 4               | -4              | UECL               | 1                  | 0                  | -           | -           | -           | 24     | -23    |        |
| 2023-2024         | Young Boys        | SL                | 16         | -15        | CS              | 1               | -2              | UCL+UEL            | 7+0                | -11 + 0            | -           | -           | -           | 24     | -28    |        |
| Totale Young Boys | Totale Young Boys | Totale Young Boys | 40         | -41        |                 | 5               | -6              |                    | 8                  | -11                |             | -           | -           | 53     | -58    |        |
| 2024-gen. 2025    | Hull City         | FLC               | 0          | 0          | FACup+CdL       | 0+1             | 0 + -2          | -                  | -                  | -                  |             | -           | -           | 1      | -2     |        |
| gen.-giu. 2025    | Colonia           | 2L                | 0          | 0          | CG              | 0               | 0               | -                  | -                  | -                  | -           | -           | -           | 0      | 0      |        |
| Totale carriera   | Totale carriera   | Totale carriera   | 116        | -136       |                 | 8               | -9              |                    | 8                  | -11                |             | -           | -           | 132    | -156   |        |

### Cronologia presenze e reti in nazionale

#### Under-21
| Cronologia completa delle presenze e delle reti in nazionale ― Svizzera under 21 | Cronologia completa delle presenze e delle reti in nazionale ― Svizzera under 21 | Cronologia completa delle presenze e delle reti in nazionale ― Svizzera under 21 | Cronologia completa delle presenze e delle reti in nazionale ― Svizzera under 21 | Cronologia completa delle presenze e delle reti in nazionale ― Svizzera under 21 | Cronologia completa delle presenze e delle reti in nazionale ― Svizzera under 21 | Cronologia completa delle presenze e delle reti in nazionale ― Svizzera under 21 | Cronologia completa delle presenze e delle reti in nazionale ― Svizzera under 21 |
| Data                                                                             | Città                                                                            | In casa                                                                          | Risultato                                                                        | Ospiti                                                                           | Competizione                                                                     | Reti                                                                             | Note                                                                             |
| -------------------------------------------------------------------------------- | -------------------------------------------------------------------------------- | -------------------------------------------------------------------------------- | -------------------------------------------------------------------------------- | -------------------------------------------------------------------------------- | -------------------------------------------------------------------------------- | -------------------------------------------------------------------------------- | -------------------------------------------------------------------------------- |
| 16-11-2018                                                                       | La Manga del Mar Menor                                                           | Svizzera under 21                                                                | 1 – 1                                                                            | Francia under 21                                                                 | Amichevole                                                                       | -1                                                                               |                                                                                  |
| 7-6-2019                                                                         | Suhr                                                                             | Svizzera under 21                                                                | 1 – 2                                                                            | Slovenia under 21                                                                | Amichevole                                                                       | -2                                                                               | 61’                                                                              |
| 10-9-2019                                                                        | Vaduz                                                                            | Liechtenstein under 21                                                           | 0 – 5                                                                            | Svizzera under 21                                                                | Qual. Europeo Under-21 2021                                                      | -                                                                                |                                                                                  |
| 11-10-2019                                                                       | Winterthur                                                                       | Svizzera under 21                                                                | 2 – 1                                                                            | Georgia under 21                                                                 | Qual. Europeo Under-21 2021                                                      | -1                                                                               |                                                                                  |
| 15-10-2019                                                                       | Sumqayıt                                                                         | Azerbaigian under 21                                                             | 0 – 1                                                                            | Svizzera under 21                                                                | Qual. Europeo Under-21 2021                                                      | -                                                                                |                                                                                  |
| 19-11-2019                                                                       | Neuchâtel                                                                        | Svizzera under 21                                                                | 3 – 1                                                                            | Francia under 21                                                                 | Qual. Europeo Under-21 2021                                                      | -1                                                                               |                                                                                  |
| 16-11-2020                                                                       | Caen                                                                             | Francia under 21                                                                 | 3 – 1                                                                            | Svizzera under 21                                                                | Qual. Europeo Under-21 2021                                                      | -3                                                                               |                                                                                  |
| 9-10-2020                                                                        | Gori                                                                             | Georgia under 21                                                                 | 0 – 3                                                                            | Svizzera under 21                                                                | Qual. Europeo Under-21 2021                                                      | -                                                                                |                                                                                  |
| 13-10-2020                                                                       | Bienne                                                                           | Svizzera under 21                                                                | 3 – 0                                                                            | Liechtenstein under 21                                                           | Qual. Europeo Under-21 2021                                                      | -                                                                                |                                                                                  |
| Totale                                                                           |                                                                                  | Presenze                                                                         | 9                                                                                |                                                                                  | Reti                                                                             | -8                                                                               |                                                                                  |

#### Under-20
| Cronologia completa delle presenze e delle reti in nazionale ― Svizzera under 20 | Cronologia completa delle presenze e delle reti in nazionale ― Svizzera under 20 | Cronologia completa delle presenze e delle reti in nazionale ― Svizzera under 20 | Cronologia completa delle presenze e delle reti in nazionale ― Svizzera under 20 | Cronologia completa delle presenze e delle reti in nazionale ― Svizzera under 20 | Cronologia completa delle presenze e delle reti in nazionale ― Svizzera under 20 | Cronologia completa delle presenze e delle reti in nazionale ― Svizzera under 20 | Cronologia completa delle presenze e delle reti in nazionale ― Svizzera under 20 |
| Data                                                                             | Città                                                                            | In casa                                                                          | Risultato                                                                        | Ospiti                                                                           | Competizione                                                                     | Reti                                                                             | Note                                                                             |
| -------------------------------------------------------------------------------- | -------------------------------------------------------------------------------- | -------------------------------------------------------------------------------- | -------------------------------------------------------------------------------- | -------------------------------------------------------------------------------- | -------------------------------------------------------------------------------- | -------------------------------------------------------------------------------- | -------------------------------------------------------------------------------- |
| 4-9-2017                                                                         | Winterthur                                                                       | Svizzera under 20                                                                | 0 – 0                                                                            | Inghilterra under 20                                                             | Elite League 2017-2018                                                           | -                                                                                |                                                                                  |
| 25-10-2017                                                                       | Meyrin                                                                           | Svizzera under 20                                                                | 1 – 1                                                                            | Portogallo under 20                                                              | Elite League 2017-2018                                                           | -1                                                                               |                                                                                  |
| 27-3-2018                                                                        | Alessandria                                                                      | Italia under 20                                                                  | 2 – 3                                                                            | Svizzera under 20                                                                | Elite League 2017-2018                                                           | -2                                                                               |                                                                                  |
| 6-9-2018                                                                         | Burton upon Trent                                                                | Inghilterra under 20                                                             | 2 – 0                                                                            | Svizzera under 20                                                                | Elite League 2018-2019                                                           | -2                                                                               |                                                                                  |
| 10-9-2018                                                                        | Montreux                                                                         | Svizzera under 20                                                                | 1 – 0                                                                            | Polonia under 20                                                                 | Elite League 2018-2019                                                           | -                                                                                |                                                                                  |
| 11-10-2018                                                                       | Rio Maior                                                                        | Portogallo under 20                                                              | 1 – 1                                                                            | Svizzera under 20                                                                | Elite League 2018-2019                                                           | -1                                                                               |                                                                                  |
| 16-10-2018                                                                       | Emden                                                                            | Germania under 20                                                                | 3 – 2                                                                            | Svizzera under 20                                                                | Elite League 2018-2019                                                           | -3                                                                               |                                                                                  |
| 25-3-2019                                                                        | Kriens                                                                           | Svizzera under 20                                                                | 3 – 0                                                                            | Italia under 20                                                                  | Elite League 2018-2019                                                           | -                                                                                |                                                                                  |
| Totale                                                                           |                                                                                  | Presenze                                                                         | 8                                                                                |                                                                                  | Reti                                                                             | -9                                                                               |                                                                                  |

## Palmarès
- Campionato svizzero: 2

Young Boys: 2022-2023, 2023-2024
- Coppa Svizzera: 1

Young Boys: 2022-2023
- Campionato tedesco di seconda divisione: 1

Colonia: 2024-2025